# 風間真
風間 真（かざま しん）は、新谷かおるの漫画『エリア88』に登場する架空の人物で、同作品の主人公。作中では「シン」と通称される。

## 人物
身体的特徴は女性と間違えられるほどの美形で色白。このためか女性によくもて、ヒロインの涼子をはじめ安田、ジョゼ、セラ、美鈴のみならず行きずりの女性からも好意を寄せられる。前髪は右眼が完全に隠れるほど長い。初期は眉毛が太かったが次第に細く描かれるようになった。
パーソナルマークは2つあり、後述のように自機のマークは「炎の鬣を持つ一角獣」、ヘルメットのマークが「黒十字」で額部と両脇に描かれている。第1話 -第3話のヘルメットは多数の星が描かれたデザインだったがF-8Eが撃墜され砂漠を流浪した過程で捨てている。劇中当初は作品連載当時の航空自衛隊のパイロットスーツと同じオレンジ色の飛行服だったが、後に色が変わり水紋模様の迷彩柄で定着した。
海音寺八兵衛他への自己申告によると、パリ除隊時点で、アスラン空軍外人部隊エリア88所属飛行戦闘第一集団第二中隊指揮官、最終階級大尉、総撃墜数92機、対地目標物撃破約230車輌、指定目標攻撃率86%、出撃率95%、事故損失率12%。
砂漠の前線基地であるエリア88に居ても、ギター（ウォーレン）、レコード鑑賞（グレッグ）、チェス（サキ）といった戦闘以外の趣味や特技を持つ者もいるがシンに関しては何も無い。強いて言うなら空や飛行機を眺めること。基地内の部屋は殺風景で私物もほとんどない。日課はロードワークでこの習慣は日本に帰国していたときも続けていた。語学に関しては日本語に加えて英語とフランス語は堪能。ダンスは得意で、女性の扱いについても紳士的。酒での失敗がもとで陥れられた過去を持つため普段は自制している様子だが、一度飲むと泥酔するまで飲む。
性格は冷静沈着。密室である自室や操縦席内で焦燥感や不安感を覗かせることはあるが、人前ではそうした姿を見せない。ただ我慢強いというだけで、何かの弾みでたがが外れると極端に感情の起伏が激しくなる。律儀で義理堅いため戦友たちからの人望も厚い。初期は親友に裏切られた心傷からか言葉が荒っぽく、仲間に対しても辛辣な発言が目立ったが、ミッキーやグレッグ、フーバーといった面々がレギュラーとして定着するにつれて言動から棘がなくなる。かわって自嘲気味の台詞が目立つようになっていく。
長く砂漠地帯で作戦を続けていたせいで汗をかかない体質になっている。

## 声優
- OVA：塩沢兼人、坂本千夏（少年時代）
- カセットブック：塩沢兼人
- TVシリーズ：子安武人
- パチスロ：緑川光

## 経歴

### 生い立ち、神崎、涼子との出会い、出生の秘密
ある冬の日、女物のマフラーに包まれ、ストッキングを首に巻き付けられた嬰児が教会の孤児院「わかばホーム」前に捨てられていた。それが風間真である。幼少期から少年期を孤児院で過ごし、その間に同じく孤児院に引き取られてきた神崎悟と共に成長した真は大空に憧れを抱き、自家用飛行機の操縦ライセンスを取得するために調布の飛行場での操縦訓練と訓練費用捻出のためのアルバイトに精を出していた。飛行訓練で単独飛行を始めた頃に調布の飛行場で大和航空の津雲善三社長や社長令嬢の涼子と出会い、涼子と恋仲になる。その後、神崎と共に大和航空のパイロット候補生となり、パリにて訓練を行う。
真はあずかり知らぬことだったが、彼は内閣総理大臣・風間英人の妻となった祥子（旧姓・海音寺）の産んだ子であり、祥子がかつて愛した日系ロシア人男性の忘れ形見であった。日本政界の裏事情により、風間英人の実子とされた真は英人の先妻で嫉妬に狂った神崎の母親により誘拐され、殺害されそうになるも、あまりの愛らしさに殺害できなかった事情により孤児院に引き取られる。後に両親は神崎の母に殺害され、神崎の母は心中を目論むも悟だけが生き残る。身寄りのない悟は皮肉にも真と同じ孤児院に引き取られたのだった。復讐劇の原点を知らぬまま、真と悟は成長する。そして、先に事実に気づいた神崎は密かに真の抹殺を決意する。

### 親友の裏切りと孤狼シン
訓練先のパリにて、神崎の策謀（酔いつぶれた真に外泊許可の申請書と偽って契約書にサインさせた）により、中東・アスラン王国の政府軍外人部隊に志願入隊させられ、ギリシアのアスラン軍基地での訓練を経てエリア88に配属される。エリア88の撃墜王で一匹狼の傭兵シン・カザマは復讐の念に燃え誰にも心を閉ざし、自分を陥れた神崎を恨み、涼子を想い焦がれ、カレンダーに印をつけながら、生きて日本の土を踏むことに執念を燃やしていた。非情な復讐鬼と化していたシンは金のない戦友が絶望的な作戦に臨んでも「死んでこい」と平気で言える男になっていた。自己都合除隊に対して請求される高額の違約金（150万ドル、作中では当時の為替レートで日本円にして約3億円とされる）を貯めるため、エリア88のミッションに精力的に参加し反政府軍との戦いに明け暮れる。そんな中、ベトナム帰還兵のミッキー・サイモンが入隊する。陽気かつしたたかなミッキーはシンの技量と人柄を見込んで何かと行動を共にする。資金稼ぎに執念を燃やすシンは焦って無茶な出撃を繰り返したことで搭乗機を撃墜されるが、基地へ生還する。

### 炎の鬣を持つ一角獣
武器商人マッコイから新たな機体を購入したシン。その尾翼には炎の鬣を持つ一角獣がペイントされていた。シンはAP通信のカメラマンでロッキーこと六木剛と知り合う。久しぶりに聞く日本語にシンは興奮を禁じ得ない。ロッキーにシンはエリア88の過酷な日々を語る。やがてロッキーは取材中に搭乗したヘリが撃墜され行方不明となるが、彼の所持していたニコンのカメラが無事に作動したことでシンはロッキーの生存を確信する。
あと一歩で目標金額に達するという焦りで被弾したシンの機体は着陸時に大破。乗機を失い目標が遠のいたシンは脱走を企てる。だが、彼の心中を見透かすかのように脱走兵殺しの三人組がエリア88に配属される。見咎められるシンだったが、そのとき彼を庇ったのはミッキー、グレッグ・ゲイツといった戦友たちと指揮官のサキ・ヴァシュタールだった。詮索しないミッキーにシンは自分が一人ではないことを痛感し、仲間たちの存在に感謝する。傭兵部隊ウルフパックに襲撃されたエリア88は戦闘機を失い基地機能を喪失するが、正規軍からクフィール10機が補充され、シンは選抜部隊の一人に抜擢される。その後、欧州を訪れていたサキが旅客機上で涼子と知り合う。涼子の帰国後、ロッキーの撮った写真が雑誌記事に使われ、日本に居る神崎と涼子はシンの生存を知る。

### 蒼い蜃気楼
シンの生存と彼がエリア88で戦うことを知った涼子は矢も盾も堪らずにアスラン行きを決める。だが偶然にも神崎が機長を務める大和航空機の無線を耳にしたシンは撃墜の衝動に駆られる。神崎から自機に涼子も乗っていると告げられ断念するが、無許可の出撃と民間機に対し異常接近した責を問われて独房に入れられ、錯乱状態となったシンは事情聴取に来たサキに対し暴行を働いてしまう。その際の負傷によりサキは眼に深刻な障害を負う。銃殺刑は免れたものの生き延びるため数多くの敵兵の命を奪ったことによる罪悪感、敵兵の心理状態までも見透かせるようになった慣れ、自分に染みついてしまった傭兵としての悲しい性に、シンは絶望を感じるようになる。シンの生存を知った神崎は抹殺を図るためマフィアを通じてエリア88を除隊した「不死鳥」のあだ名を持つチャーリーを刺客として送り込む。一方で神崎は大和航空乗っ取りの陰謀を進める。眼の治療のために訪れたスイスでサキは涼子と再会。大和航空関係者の協力で暗殺者の手を逃れたサキはシンと涼子の関係を知ってしまう。

### 死闘、地上空母
神崎が接触したマフィアのボスで武器商人のジュゼッペ・ファリーナは武器販売の拡大計画の一環として地上空母を建造。試験運用と運用データ収集のためにアスラン王国内へ密かに潜入させていた。地上空母の運用試験相手となったのは正規軍のヘリ基地、エリア85。シンやグレッグらはエリア85へ協力するよう派遣されるが、その任務中にシンは地上空母からの対空ミサイルに撃墜され、両脚を負傷して捕虜となる。シンの消息を探るため同じく飛行中に撃墜されたミッキーと共に脱出するが、二人はジュゼッペのかけた二重の罠に陥っていた。
核装備も可能な超音速爆撃機でアスランに帰国したサキは欧州で情報を掴んだ地上空母との戦いに臨む。シンは回復を待って戦線に復帰。砂漠に自在に姿を隠す地上空母の脅威はエリア88を脅かす。マッコイの入手した熱源トレーサーで地上空母探索に当たるシンは地上空母の最終兵器で地中ミサイル「グランドスラム」を探知する。刻一刻と迫るグランドスラム着弾。シンたちはあらゆる手段で阻止作戦を行うが流砂に乗って基地付近で停止したグランドスラム誘爆のため、エリア88は深刻な被害を被る。王都に向けて放たれたグランドスラム対応のためサキを乗せて飛ぶシンは、サキからギリシャ訓練基地への転属を命じられる。だが、サキへの恩義と間近に迫るグランドスラムの脅威からアスランを救うためシンは残って戦うことを選択する。皮肉にも涼子がアスランを訪れていた。二発目のグランドスラムは不慮の事故で失われ、それを大がかりな陽動としてエリア88が占拠される。反攻作戦でシンたちは地上空母の撃破に成功するが、一連の戦いで多くの戦友が失われ、部隊としての機能を失ったエリア88はギリシャ訓練基地での再編を余儀なくされる。

### プロジェクト4始動
ギリシャでの再編で正規軍に吸収された外人部隊。シンは違約金を払っての除隊が出来なくなり大尉に任官する。新人パイロットキム・アバを部下に加えたシンはキムを生き残らせるため鍛え抜く。エリア89となる筈だった建設途上の山岳基地が新たなエリア88となることになり、シンたちはアスランへと戻る。その頃、ジュゼッペを抹殺した神崎は彼の養子サトル・ファリーナになりすまし、後継者として戦争演出による兵器販売計画プロジェクト4を始動する。プロジェクト4は大規模な部隊をアスランに入国させ、反政府軍から主導権を奪う。また外人部隊として腕利きのパイロットたちを送り込む。彼らと死闘を繰り広げるシンたちだったが、それを嘲笑うかのように反政府軍の攻勢で王都が陥落する。

### 除隊、そしてアフリカへ
王都が陥落し政府軍が敗北したことでエリア88は負けずして解散となる。シンはミッキー、グレッグらと残留してサキと共に戦う覚悟だったが、サキの命令で亡命するザク国王を伴ってパリに向かい除隊するよう命じられる。戦友たちを残しアスランを去るシン。だが、除隊後のパリでの平穏な日々は戦いに慣れたシンにとって退屈を通り越して苦痛でしかなかった。マークIIIの傭兵ボッシュと知り合ったシンは死地を求めて彼の誘いに乗り、パリにいる涼子に別れの電話をかける。涼子は悲しみのあまり自殺を図るが一命をとりとめた。指揮官としてアフリカの小国バンバラに赴いたシンはいずれ発生するクーデターの際に大統領一家を護衛して国外に逃亡させる任を帯びる。しかし、皮肉にもアスランの戦いが作戦を狂わせる。事実上神崎が支配する新生アスランは隣国ブラシアに侵略し、スポンサーの意向でボッシュはシンたちの切り捨てを決断する。裏切りを察知したシンは当初の予定通り大統領一家を逃亡させる。ボッシュの追撃を振り切ってマッコイに救出されたシンは亡くなった大統領からスイス銀行のカードを託される。

### 帰国、涼子との再会、神崎の挑発
バンバラの大統領から託されたスイス銀行の口座には17兆円もの大金が預けられていたが、大統領の遺族は相続を拒否し、遺産の全てをシンに託す。一夜にして大富豪となったシンはアスランで戦う仲間たちのためマッコイを通じて原子力空母を手配する一方、日本に帰国して神崎に買収された大和航空を買い戻す。調査機関を通じて神崎とプロジェクト4を探っていたシンだったが、そうした動きは日本政界のドン・海音寺八兵衛に睨まれていた。八兵衛の園遊会に招かれたシンはこれまでの経緯を打ち明ける。そこで偶然にも涼子と再会したシンは心の求めるままに彼女を抱きしめる。涼子と結ばれ束の間の平穏を楽しむシンであったが、突如神崎からの電話が鳴る。呼び出しに応じたシンは自分たちの出生の秘密と神崎の復讐の原点を聞かされる。真の平穏を得るには神崎との決着をつける他ない。涼子との結婚が間近に迫る中、シンは再び戦場へと戻る決断を下す。

### 再びエリア88へ
マッコイを通じて外人部隊に志願したシンはサキたちが再建したエリア88の旧基地へと舞い戻る。ミッキーから手荒い歓迎を受けたシンは訝る仲間達に「当たり前に生きて当たり前に死ぬため戻ってきた」と告げる。プロジェクト4のスエズ侵攻作戦阻止のためエリア88が出撃。スエズを擁するタンドリア侵攻のため発進したB-52爆撃機部隊を叩いたシンたちは侵攻作戦遅滞に成功。その頃、涼子の主導する婦人団体の圧力や八兵衛が米国大統領に対し脅迫に近い要求案を提示したことにより、プロジェクト4の協賛企業は出資の打ち切りを宣告し、神崎は追い詰められる。

### 仲間達の死、決着、そして・・・
瓦解をはじめたプロジェクト4。サキはこの機にアスラン奪還を目指す。自ら出撃するサキを護衛するシンは王宮付近で墜落したサキを追い、自らも燃料切れの機体を捨てる。王宮で神崎と遭遇したシンはなおも彼を殺すことを躊躇し、逆に右肩を打ち抜かれる。救援に駆けつけたキムと合流したシンは、サキを探索中に反乱軍の首魁にしてサキの父・アブダエルを発見。そこへ現れたサキは父親を手に掛けようとする。キムに救援を呼ぶよう命じたシンはアブダエルの最期の言葉を耳にする。サキはアブダエルの亡骸と共に母の廟堂で自決。サキの死で気力が尽きたシンはキムに救出されるが、基地に戻った彼を待っていたのは親友ミッキーとセラの戦死だった。悲劇につぐ悲劇で気が触れたように笑うシンのもとに神崎からの連絡が届く。すべての決着をつけるためエリア88で待つという神崎と戦うため、シンは重傷をおして出撃する。アスランの蒼い空にシンは人間たちの罪深さを痛感する。神崎と対峙したシンは両親の最期を聞かされ、彼に対して発射できず自機に被弾するが、痙攣する右腕と生存本能のため引き金が引かれ神崎は撃墜された。炎上する機体で帰還し、緊急手術を受けたシンは防衛本能によって、アスランで過ごした傭兵としての数年間の過酷な記憶を自ら封じ込めると同時に、神埼への友情に満たされていた幸せな過去の心に戻り、涼子と共に日本へと帰国するのだった。その姿を、唯一すべてを知る生存者のキムが見送っていた。

## 主な搭乗機
エリア88では、搭乗機は自費による調達が原則とされている。そのため各パイロットは自分好みの様々な機体を購入し使用している。シンは作中で何度も機体を乗り換えている。パーソナルマークは炎のたてがみのユニコーンで、これは機体を変更しても共通していた。

### 愛機
- 作品開始前の搭乗機
外人部隊に入隊してから作品開始までの搭乗機が存在するはずだが、機種や乗った機数は不明。F-5Eを使用していた頃、ロッキーの取材を受けて前モデルのF-5フリーダムファイターとの比較を聞かれ答えているため、F-5に搭乗したことはあったようである。
- F-8E クルセイダー
作中においての最初の搭乗機。30万ドルかかった高い買い物だったがその価値はあったとしてシンも気に入っていたが、空戦で失われた。
- F-5E タイガーII
F-8Eを失った後に購入。パーソナルマークを尾翼にペイントされた初の機体（OVA版ではF-8Eからパーソナルマークを使用）。傭兵契約解除に必要な資金が貯まる目前で、戦闘中の被弾が元で降着装置を故障し着陸に失敗して大破。マッコイから「修理するより買い直した方が早い」と言われ、絶望した真は一時脱走を考える。この後に別の機体を買った模様だが（サキの台詞より）、ウルフ・パックの基地攻撃により破壊されたとみられる。地上空母編でも後述のドラケンを失った後にF-5らしき機体に搭乗し、地上空母への総攻撃に参加している。山岳基地でもF-20のオーバーホール時にF-5Eを借りて使用、対空地雷に気を取られた隙にセラに撃墜された。
- クフィール
アスランの友好国であるイスラエル製の戦闘機。エリア88の戦術機がウルフ・パックの奇襲により全滅した際、正規空軍よりクフィール10機が手配され、シンをはじめ特に信頼できるパイロットに供与された。チャーリーの計略で被弾しながらも帰還、着陸時に爆発したがシンは生還した。シンやミッキー、グレッグなどが愛機を乗り換えていった後も、司令官のサキはクフィールに搭乗し続けた。ウォーレンやケンのように対航空作戦（いわゆる「空戦」）を主任務とするメンバーにも愛用された。
- サーブ 35 ドラケン
クフィールを失った後、デルタ翼機に慣れたという理由で購入。当時既に生産終了しており、使用国では現役の機種だったため入手が困難で、マッコイが奔走した結果、機体は2機分のスクラップから組み合わせ、エンジン関係はさらに別の場所から入手した寄せ集めの再生機。このような経緯から作中で同時期にミッキーが購入した F-14 と同等以上のコストがかかったらしい[7]。メンテナンス性は高く、エリア85で固定翼機に不慣れな整備兵に代わり真が自分で整備をせざるを得なくなった際の助けとなった。地上空母のミサイル攻撃で撃墜された際は射出座席が故障で動作しなかったが、ファリーナによると逆にそのおかげでシンは命拾いしたらしい。
- F/A-18 ホーネット
当時の最新鋭機で作中では「F-18」表記。地上空母に捕らえられた時、その搭載機を脱出時に奪ったもの。基地手前で燃料が尽きて砂漠に不時着した。両脚の負傷が癒えた後に自機として使用。この機体には整備用マニュアルに載っていない部品がエンジンに装着されており、実は自爆用の爆弾で専用工具が無いと取り外せなくなっていた。不審に思ったマッコイが整備員に命じて取り外し作業（切断作業）を行っていた際に爆発し、ハンガーを吹き飛ばした。直接の描写はないが、この爆発の際に失われたものと思われる。
- ノースロップ　F-20 タイガーシャーク
山岳基地に配属された際、マッコイが「どこの国もまだ未採用の最新鋭機」として入手した。かつて愛用したF-5Eの流れを汲む機体で基本設計こそ旧式だが、性能は大きく向上している。軽戦指向のシンと相性が良く、作中後半の代表的な愛機と言える。シンが一時エリア88を去る際にキムに譲られ、山岳基地脱出で活躍した。その後も保管されていたらしく、X-29を失ったシンが最後の出撃に使用、神崎のF/A-18と一騎討ちを行った。作中での初登場時にはF-5Gという名称だったが、現実世界での改称に合わせたために最終出撃時の機体名はF-20となった[8]。OVA版ではF-20に乗ったまま除隊し、復帰する際にも使用した。
- グラマン X-29
前進翼実験機。エリア88に復帰するシンの専用機となった。本来は非武装の実験機である本機を実戦用に改造するには相当な無茶があったと思われ、作中でも燃料切れを起こして放棄されている。

### 借用機
- F-15A イーグル
アスラン空軍が試験的に導入した当時の新鋭機で、エリア88には1機のみ配備された。本来はサキの専用機であるが、彼は「使い慣れない機体では不覚を取る可能性がある」として一度も搭乗していない。シンはこれを借用して核ミサイルを撃墜した（後の分析ではこのミサイルは核弾頭を装備しておらず、通常弾頭を装備していた模様）。その後、前述のサキの信念により未使用のまま、ウルフ・パックの奇襲攻撃でエリア88の所属機体の大半が失われた際に破壊されたと思われる。
- T-38 タロン
F-5の複座練習機型として派生した姉妹機。一度目はロッキーから空撮の依頼を受けて使用。二度目はグランドスラムの誘爆によりダメージを負った主滑走路が使用不可能となったため、短距離で離陸できる機体としてサキを同乗させ王宮に向けて飛ぶ。その後、シンはサキからこの機体と共にギリシャの訓練基地への転属を命じられるが、市街地上空を飛行した際に井戸の異変に気づいたため命令違反金を覚悟で調査に使用した。三度目はアスラン首都陥落の際、ザク国王をフランスに亡命させるのに使用した（コミック版のみ。OVA版では国王を乗せた機体をF-20で護衛）。
- F-4 ファントムII
フランス製の熱源トレーサーを装着した機体で地上空母およびグランドスラムの探索に使用。マッコイが基地配備の機体から適当な複座機を見繕ったものと思われる。当初は米軍で扱い慣れているミッキーが操縦担当、シンがトレーサー担当となる筈だったが、ミッキーと因縁のあるリシャールが重体で担ぎ込まれ、輸血のため作戦を辞退。代役としてウォーレンがトレーサー担当となる。フランス語のマニュアルが読めないウォーレンはトレーサーの操作に苦戦していたが短期間でフランス語を習得し、その後ケンを相手に冗談めかして使っている。その後、これとは別の機体を88基地に迫る「グランド・スラム」を誘爆させるために使用した。
- F-5E タイガーII
地上空母との決戦で使用。おそらく本来はアスラン正規軍の機体と思われる。ギリシャでの再編時に燃料ポンプの不調によりオリーブ農園に着陸させた。解体してヘリで空輸したがその後は使用されていない。
- A-4 スカイホーク
ギリシャでの訓練で使用。基地配備の訓練機と思われる。実戦で使用した例はないが、単行本20巻の表紙絵で空母88から飛び立つ同機に搭乗している。
- ジャギュア
フランス空軍の超音速練習機/攻撃機。シンが除隊後にフランスでボッシュと出会った際、定時訓練で一緒に飛ぶこととなった。実戦を知らないフランス空軍のパイロット相手に、実戦経験者の凄さを見せつけた。シンの発言によるとエリア88では使用する者がいなかった機種。

## 参考
1. ↑  実の父親が白系ロシア人であることに起因。
2. ↑  初期はフライト中は眼が隠れていなかったが、連載が長期化してこのスタイルが定着するとフライト中も隠れるようになる。
3. ↑  本来はドイツ連邦軍の国籍を示すマーキング。十字軍を意味するクルセイダーを愛称に持つF-8を失った直後から使用している。
4. ↑  単行本1巻の表紙では「白地に赤い星」だが、劇中では「黒地に白抜きの星」で星の数も異なっている。
5. ↑  旅客機パイロット（英語が必須）訓練生としてフランスに長期滞在していたため。
6. ↑  バンバラで部下や大統領一家と共に公邸の屋根裏に身を隠した際、皆が猛暑と渇きに苦しむ中ひとり涼しい顔をしており、自分の分の飲料水を他者に譲る余裕すら見せている。
7. ↑  軍事評論家の岡部いさくは、文庫版（スコラ社）の解説で、中東での運用がかなり高コストになると思われるドラケンをシンが選択したことから、「この時期、シンは金を貯めて日本に帰ることより戦闘機オタクの道を突っ走っていたのかも……」と評している。
8. ↑  岡部はスコラ文庫解説にて、自分が海外の航空ショーで発表されたばかりの本機を作者に紹介したのが登場のきっかけであると述べている。